# Francisco Castellino
Francisco Castellino (* 20. Februar 1893 in Montevideo, † unbekannt) war ein uruguayischer Fußballspieler auf der Position eines Abwehrspielers. Er war zuletzt für Nacional Montevideo und die Uruguayische Fußballnationalmannschaft aktiv.

## Karriere

### Verein
Über seine Vereinskarriere sind nur wenige Informationen bekannt, da seine Karriere in die Zeit der Amateurära des uruguayischen Fußballs fällt. Der auch auf der rechten Abwehrseite eingesetzte Castellino stand in den Jahren 1910 bis 1917 im Kader des uruguayischen Vereins Nacional Montevideo und gewann seinen ersten Titel im Jahr 1912. In den Jahren 1915 bis 1917 wurde Nacional Serienmeister und Castellino stand hier mit namhaften Spielern, u. a. Alfredo Foglino, Pascual Somma und den Torjägern Héctor Scarone und Ángel Romano auf dem Platz. Er war auch Teilnehmer an der Copa de Honor Cusenier und stand hier in den Finalspielen gegen Racing Club, in den Jahren 1913 (1:1 und 2:3) und 1915 (2:0), in der Startformation der Bolsos. Zudem war er mit Nacional mehrfacher Gewinner der Copa de Honor. Über den weiteren Verlauf seiner Karriere nach 1918 und den Zeitpunkt seines Rücktritts vom aktiven Fußball geben die Quellen keine Informationen.

### Nationalmannschaft
Sein Debüt für die Nationalmannschaft gab Castellino am 1. Dezember 1912 im Freundschaftsspiel gegen die Mannschaft aus Argentinien (1:3 n. V.), wo er mit Martín Aphesteguy und Torhüter Cayetano Saporiti die Abwehr der La Celeste bildete. Er wurde zudem, zusammen mit José Brachi, Alfredo Foglino, Ángel Romano und Pascual Somma von Spielertrainer Jorge Germán Pacheco zur Campeonato Sudamericano 1916 berufen. Hier kam er in den Partien gegen die Auswahlen von Chile (4:0) und Brasilien (2:1) zum Einsatz. Vermutlich war er auch Teil der Mannschaft, die Länderspiele bei der Copa Lipton, Copa Newton, Copa Premio Honor Argentino und der Copa Premio Honor Uruguayo bestritt. Er kam dabei jedoch über die Rolle des Ersatzspielers nicht hinaus. Ob er noch mehr Länderspiele für Uruguay bestritt, geht aus den Quellen nicht hervor.

### Erfolge
Verein
- Uruguayischer Meister: 1912, 1915, 1916, 1917
- Copa de Honor Cusenier: 1914, 1915, 1916, 1917
- Copa de Honor: 1913, 1914, 1915, 1916, 1917
- Copa de Competencia: 1913, 1915
- Copa Aldao: 1916

Nationalmannschaft
- Südamerikameister: 1916